# Рудницкий, Миколай
Мико́лай Рудни́цкий (род. 6 декабря 1881 в Соколове-Подляском — ум. 28 июня 1978 в Пущиково близ Познани) — польский языковед.

## Биография
Учился в Кракове, с 1911 года — доцент индоевропейского языкознания. Сын Шимона Рудницкого и Зофьи Рудницкой, урождённой Балковец. Брат ксендза Яна Рудницкого и Михала Рудницкого, члена Польской армейской организации.
С 1919 года — профессор Познанского университета. В 1948—1950 годы был деканом гуманитарного факультета Познанского университета. С 1945 года член Польской академии знаний. Основатель и редактор (с 1921 по 1948) журнала «Slavia Occidentalis». С 1945 года член Комиссии определения названий местностей на территории Возвращённых земель.
Ординарный профессор, доктор наук, доктор honoris causa Познанского университета, член-корреспондент ПАН, ученик профессора Я. Шароты.
Специалист в области индоевропейского и славянского языкознания.

## Основные труды
- Studia psychofonetyczne,
- Przyczynki do gramatyki i słownika narzecza słowińskiego (1913),
- Wykształcenie językowe w życiu i w szkole (1920),
- Z dziejów polskiej myśli językowej i wychowania (1921),
- Prawo identyfikacji wyobrażeń niedostatecznie różnych (1927),
- Studia nad nazwami rzek lechickich Odra i jej ujścia (1936),
- Językoznawstwo polskie w dobie Oświecenia (1956),
- Prasłowiańszczyzna,
- Lechia Polska (1959—1961).